# Muséum départemental du Var
Pour les articles homonymes, voir Muséum.
Le muséum départemental du Var est un musée d'histoire naturelle situé à Toulon, dans le Jardin des Plantes du Var. En droit français le muséum départemental du Var est aussi bien un « établissement public » qu'un « établissement recevant du public » (ERP). Dépendant du Conseil départemental du Var, il est classé « Musée de France » et ses collections, composées en partie d'espèces protégées (faune et flore), sont régies par la loi de protection de la Nature de 1976.

## Histoire

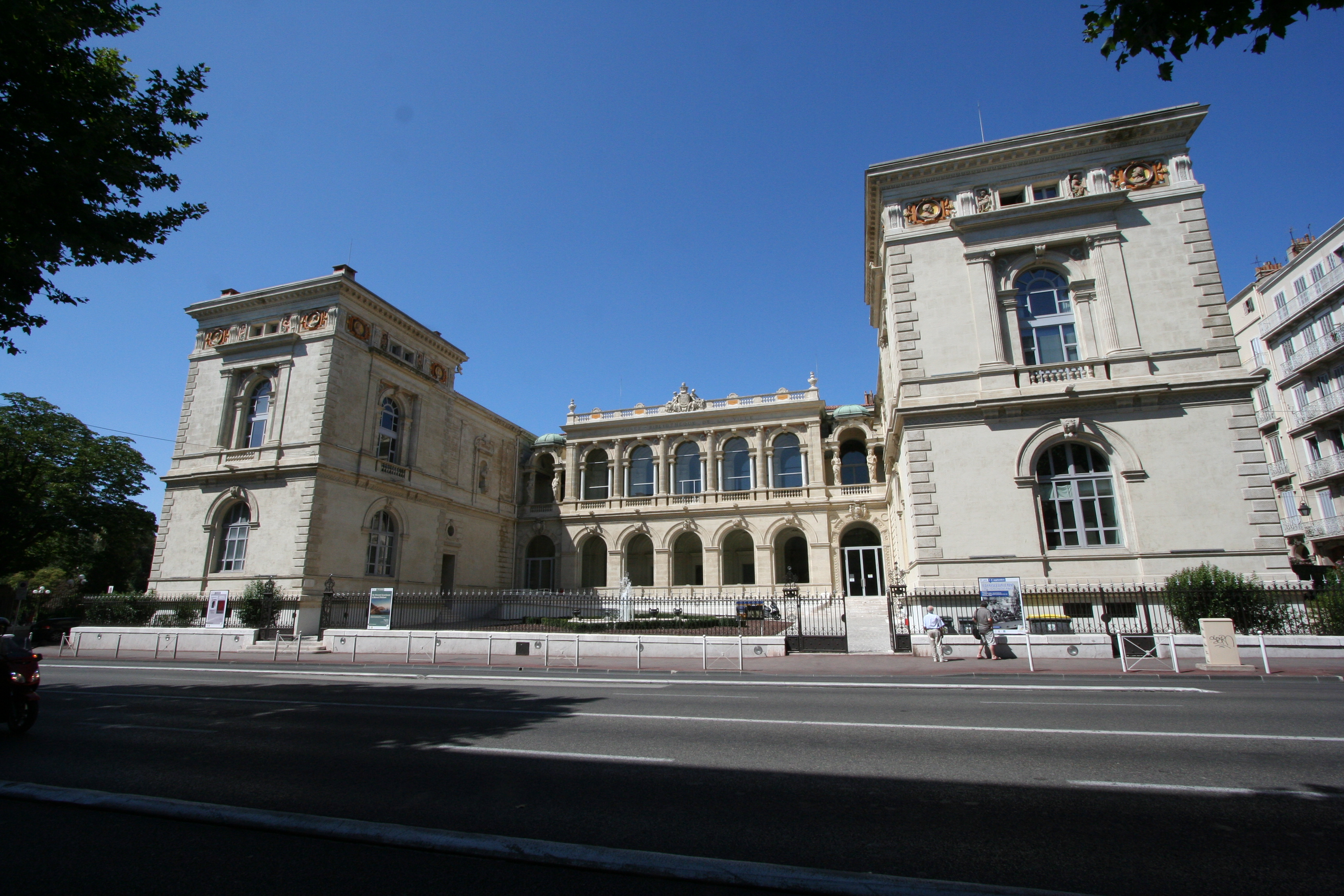
Le premier bâtiment à avoir accueilli le muséum de Toulon (de 1888 à 2010) abrite toujours la bibliothèque de la ville et le musée d'Art.

L'histoire du muséum d'histoire naturelle de Toulon débute par son inauguration, en avril 1888, en présence du maire Henri Dutasta. Initialement mis en place comme section d'histoire naturelle générale (y compris tropicale) du « Musée municipal » consacré à l'« instruction publique », il était alors situé dans des locaux qu'il partageait avec la « section des Arts » (aujourd'hui musée d'Art) et la bibliothèque centrale, en centre-ville. À son inauguration, il présentait surtout des espèces exotiques ramenées de l'empire colonial français, à un public encore bon connaisseur de la nature provençale, mais friand de plantes et d'animaux exotiques méconnus à l'époque.
Le premier conservateur de l'établissement, de 1906 à 1936, fut Léon Pourcel, au décès duquel la gestion des collections du Muséum fut confiée par la Ville de Toulon à la Société de Sciences naturelles et d'Archéologie du Var (SSNATV) qui nomma Paul Royer (membre de l'Institut Français d'anthropologie) délégué à la conservation en 1938. Paul Georgeot, délégué à la restauration, lui succéda en 1945, fut nommé conservateur en 1948 et exerça cette fonction jusqu'à sa mort en 1965. Le zoologue Jean-Pierre Risterucci lui succéda l'année suivante.
Avec le développement de la télévision, puis des réseaux informatiques, et des documentaires sur la biodiversité, la connaissance par les publics des espèces exotiques a beaucoup progressé durant la seconde moitié du XXe siècle, tandis que celle de la biodiversité du Var diminuait. C'est pourquoi le Muséum s'est de plus en plus consacré à la nature provençale et varoise (géodiversité, biodiversité, anthropologie), mise en valeur à la fois dans l'exposition permanente et dans les expositions temporaires (en moyenne deux par an). Il s'agit plus précisément de la nature terrestre, car plusieurs projets de musées maritimes ou aquariums se succédaient par ailleurs dans l'agglomération, dont aucun n'a finalement abouti.
La Ville de Toulon a administrativement transféré le Muséum en 2003 au Conseil départemental du Var, déménageant en 2010 l'établissement dans de nouveaux locaux départementaux au nord-ouest de la ville, dans la vallée du Las, le long de ce fleuve, dans le jardin des plantes de Toulon, alors connu comme « parc Burnett », classé ENS (« Espace naturel sensible ») et JR (« Jardin remarquable »), au 737 chemin du Jonquet (607 pour les GPS). La redéfinition du territoire d'action et cette nouvelle implantation confèrent au Muséum une responsabilité départementale dans la conservation et la présentation du patrimoine naturel terrestre, ainsi que dans la transmission des savoirs naturalistes associés.
Le nouveau bâtiment, d'une superficie de 650 m2, est une ancienne résidence secondaire (à colombages) de la famille britannique Burnett, mais le domaine d'une superficie totale de 15 000 m2, a plusieurs fois changé de propriétaire. Pour sa réouverture sur ce site en 2011, la nouvelle présentation a été conçue par le conservateur Philippe Orsini et son adjoint Stephen Giner, avec l'assistance d'un scénographe parisien, et de naturalistes muséologues locaux, sous la houlette de Michel Van Praët du Muséum national d'histoire naturelle. Les conservateurs ont été les ornithologues et mammalogistes Jean-Pierre Risterucci et Philippe Orsini entre 1966 et 2013, les entomologues François Dusoulier et Rebecca Bilon de 2013 à 2018, et l'archéologue et environnementaliste Andréa Parés depuis 2019. La direction de la Culture, des Sports et de la Jeunesse du Conseil départemental du Var gère aussi d'autres établissements de diffusion de la culture naturaliste comme la « Maison de la Nature des Quatre-Frères » près du Castellet ou l'« Écoferme de La Barre » à Toulon.
Excepté pendant la pandémie de Covid-19 qui a limité le nombre de visiteurs, le Muséum départemental du Var reçoit en moyenne des dizaines de milliers de personnes chaque année, dont environ 7 500 scolaires.

## Missions
Ses quatre principales missions sont :
- l'acquisition, la conservation et l'animation des collections d'histoire naturelle du département ;
- la diffusion de la culture scientifique dans les spécialités propres à l'établissement ;
- la recherche sur le territoire départemental (biodiversité, milieux, géologie, paléontologie, muséologie...) ;
- l'expertise scientifique.

Ces spécialités concernent les disciplines propres à l'histoire naturelle :
- l'étude du monde animal (zoologie et disciplines dérivées) ;
- l'étude du monde végétal (botanique et disciplines dérivées) ;
- l'étude de la Terre et du monde minéral (géologie, minéralogie… et disciplines dérivées) ;
- et jusqu'en 2017, l'étude de l'évolution de la biodiversité et des paysages au cours du temps (Paléontologie et disciplines dérivées).

## Présentations et activités
Le muséum départemental du Var présente les principaux domaines de l'histoire naturelle dans des espaces spécifiques : le « règne minéral » dans les salles permanentes du rez-de-chaussée, le « règne végétal » dans le jardin attenant et dans une vitrine du rez-de-chaussée, et le « règne animal » à l'étage. Il comporte trois sections dont la visite peut se faire librement ou commentée (sur rendez-vous pour des groupes à partir de 7 personnes) ; des ateliers pédagogiques sont organisés (également sur rendez-vous) pour les jeunes, scolaires ou non, pour les enseignants ou les professionnels de l'éducation. Le Muséum est donc un lieu de médiation scientifique qui rend compte des avancées de la recherche dans le champ des sciences naturelles. Les deux missions s'entrecroisent pour apporter et susciter de nouveaux regards sur l'environnement de l'espèce humaine. Les trois sections sont :
- à l'étage, les collections d'animaux naturalisés ou reproduits, exposant principalement la biodiversité du département du Var ; un diorama sonore permet de revivre acoustiquement, en cinq minutes une journée d'été dans la garrigue provençale ;
- au rez-de-chaussée, une salle consacrée à la géodiversité du Var débouche sur une exposition minéralogique, une autre paléontologique et anthropologique où dinosaures varois et hommes préhistoriques réalisés par Élisabeth Daynès tiennent la vedette, et une salle de projection projetant à la demande des films sur la flore, l'entomofaune, la géologie et la paléontologie du Var ; une vitrine présente le travail des botanistes varois et des planches d'herbier ;
- La salle d'exposition temporaire a présenté les thèmes suivants :
  - en 2012 : « Biodiversité, mon trésor », l'« Aigle de Bonelli », « Zones humides méditerranéennes », et « Regards sur le ciel profond » (astronomie, astronautique, exobiologie) ;
  - en 2013, les « Détritus », les « Coulisses des muséums », la « Biodiversité marine méditerranéenne »  et « Jahandiez et la botanique varoise » ;
  - en 2014 la « Géologie de la côte varoise » et la « Tortue d'Hermann » ;
  - en 2015 les « Papillons de Provence » et les « Beautés des herbiers » dans une évocation à la fois artistique et scientifique ;
  - en 2017 la « Paléontologie du Var » avec ses découvertes de nouveaux amphibiens, chéloniens, dinosaures, ichthyosaures, oiseaux géants et poissons fossiles ; le « Benthos des eaux douces » si important pour la bonne santé de celles-ci, et « les Serpents » ;
  - en 2018 ont été à l'honneur « l'Illustration naturaliste » et les collections insolites à l'occasion du 130-e anniversaire de l'établissement, occasion de l'exposition « 130 de découvertes », visible non seulement dans le bâtiment, mais aussi dans le jardin.
  - en 2019, le Muséum présente « Aliens ! Faune et flore venues d'ailleurs », puis « Jules Verne des abysses aux étoiles ».
  - de 2020 à l'automne 2021, présente les « Œufs » de toute sorte, en tant que phénomènes biologiques, objets scientifiques, objets de collection et objets culturels.
  - en 2022 les « Ours » sont exposés en collaboration avec le Muséum de Toulouse, suivis par « Du sable à la vie » (désert du Namib) et par « Un fleuve et des Hommes » (la vie dans le fleuve Las qui longe le jardin du Muséum)[9].
  - en 2023 la « Plongée sonore avec les cétacés » est à la fois visuelle et auditive[10].
  - en 2024-2025 « Tous champions, les records de la nature »[11].

L'établissement participe aux manifestations annuelles de diffusion de la culture naturaliste telles que les Rendez-vous aux jardins, Nuit des musées, Portes du Temps, Journées du Patrimoine et Fête de la Science et organise ses propres Dimanches des sciences. D'autres activités du Muséum sont les expertises naturalistes ou environnementales : géodiversité et biodiversité du Var, aménagement du territoire, saisies de douanes, prospections naturalistes et paléontologiques, collaborations avec le monde des arts et de la culture (par exemple en relation avec l'entomologie et l'œuvre de Jean-Henri Fabre). En outre, il propose des ateliers interactifs comme, par exemple la « Nature à la loupe » en 2024, à dominante ornithologique et entomologique.
Pour ce faire, le Muséum départemental du Var travaille en partenariat avec des institutions de recherche et de muséologie et a collaboré avec des sociétés savantes et des guides-naturalistes qui par périodes ont participé à la gestion de l'établissement de 1936 à 2000, à sa rénovation en 2011, et y ont assuré des médiations culturelles et scientifiques de 2000 à 2023.

## Collections
Le muséum départemental du Var gère plus de 75 000 objets et spécimens constituant sa collection scientifique. Comme tout ne peut être présenté ensemble, les expositions temporaires thématiques mettent en valeur tel ou tel groupe d'échantillons. Dans l'exposition permanente il présente aux publics :
- des collections de géologie, minéralogie et paléontologie : roches du Var (dont le « jardin des roches » dans le parc), minéraux divers (pour partie provenant de la mine du Cap Garonne, au Pradet : camérolaïte, deloryite, perroudite, pradétite, ferrimagnétite…) et fossiles (pour partie provenant de Canjuers et datant de la du Jurassique supérieur (Tithonien), et de Fox-Amphoux et datant de la fin du Crétacé) accompagnés de reconstitutions, photos, appareils interactifs permettant de suivre l'évolution de la géographie, des environnements, des flores et des faunes du Var, de la Provence et du monde au fil des ères et des climats, avec des vitrines consacrées, entre autres, aux dinosaures et ptérosaures locaux ;
- des collections d'anthropologie : les varois préhistoriques (Homo sapiens, Homo neanderthalensis, Homo heidelbergensis) sous forme d'ossements, d'outils et œuvres d'art, de reconstitutions grandeur nature, d'une présentation du dolmen de Gaoutabry...
- des collections de botanique : herbiers, « jardin des plantes préhistoriques », borne inter-active concernant les plantes patrimoniales, collection botanique vivante dans le « jardin des plantes du Las », classé jardin remarquable et espace naturel sensible ;
- des collections de zoologie : les mammifères du Var (grands prédateurs, ongulés...), les oiseaux du Var (rapaces diurnes et nocturnes, oiseaux des mers, oiseaux des villes, canards, passereaux, limicoles, galliformes…), les reptiles et amphibiens (dont la tortue d'Hermann), les insectes (morphologie d'un insecte, insectes emblématique du Var, insectes dangereux pour l'Homme, les plus beaux insectes du monde…) et la domestication (comment les Hommes créent et font évoluer les espèces, la sélection artificielle).

Présentées ou non au public, les collections peuvent être consultées dans un but scientifique. Leur réorganisation, reconditionnement après déménagement et numérisation sont en cours. Elles recouvrent les principales disciplines naturalistes :
- Minéralogie : 1 523 spécimens identifiés
- Paléontologie : 10 831 spécimens
- Préhistoire, Anthropologie, Archéologie : 667 spécimens et 243 pièces de la collection Sempéré
- Zoologie :
  - Entomologie : 27 000 arthropodes environ
  - Malacologie : 3 148 spécimens
  - Mammalogie : 268 spécimens
  - Ornithologie : 978 spécimens
  - Herpétologie : 61 spécimens
- Botanique : plus de 30 000 spécimens répartis dans 11 herbiers
- Ethnologie : 91 objets de Provence, d'Afrique et d'Océanie.

## Galerie d'images

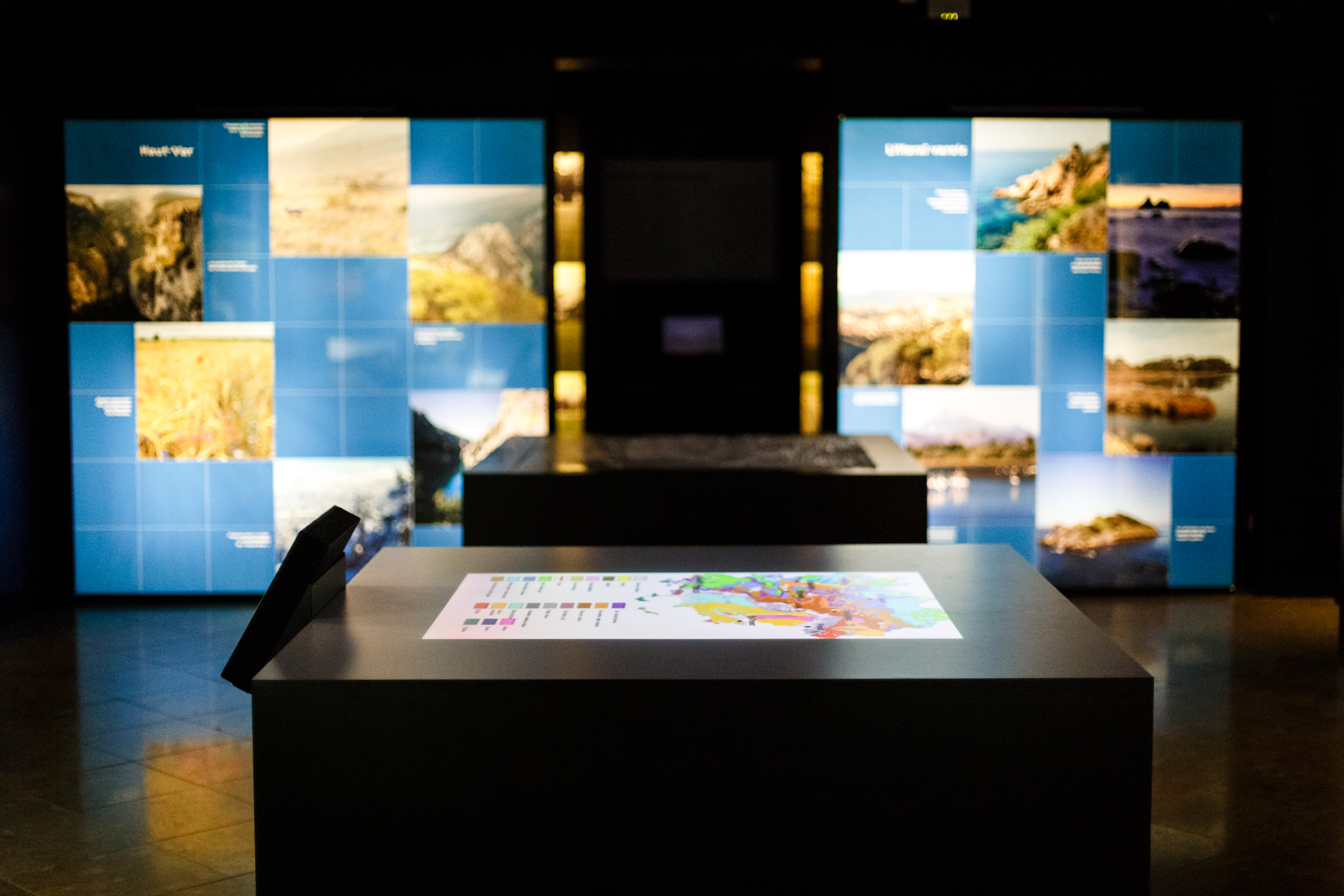
Salle de la géodiversité et de l'évolution des paysages du muséum départemental du Var, photo Kevin Pinon.
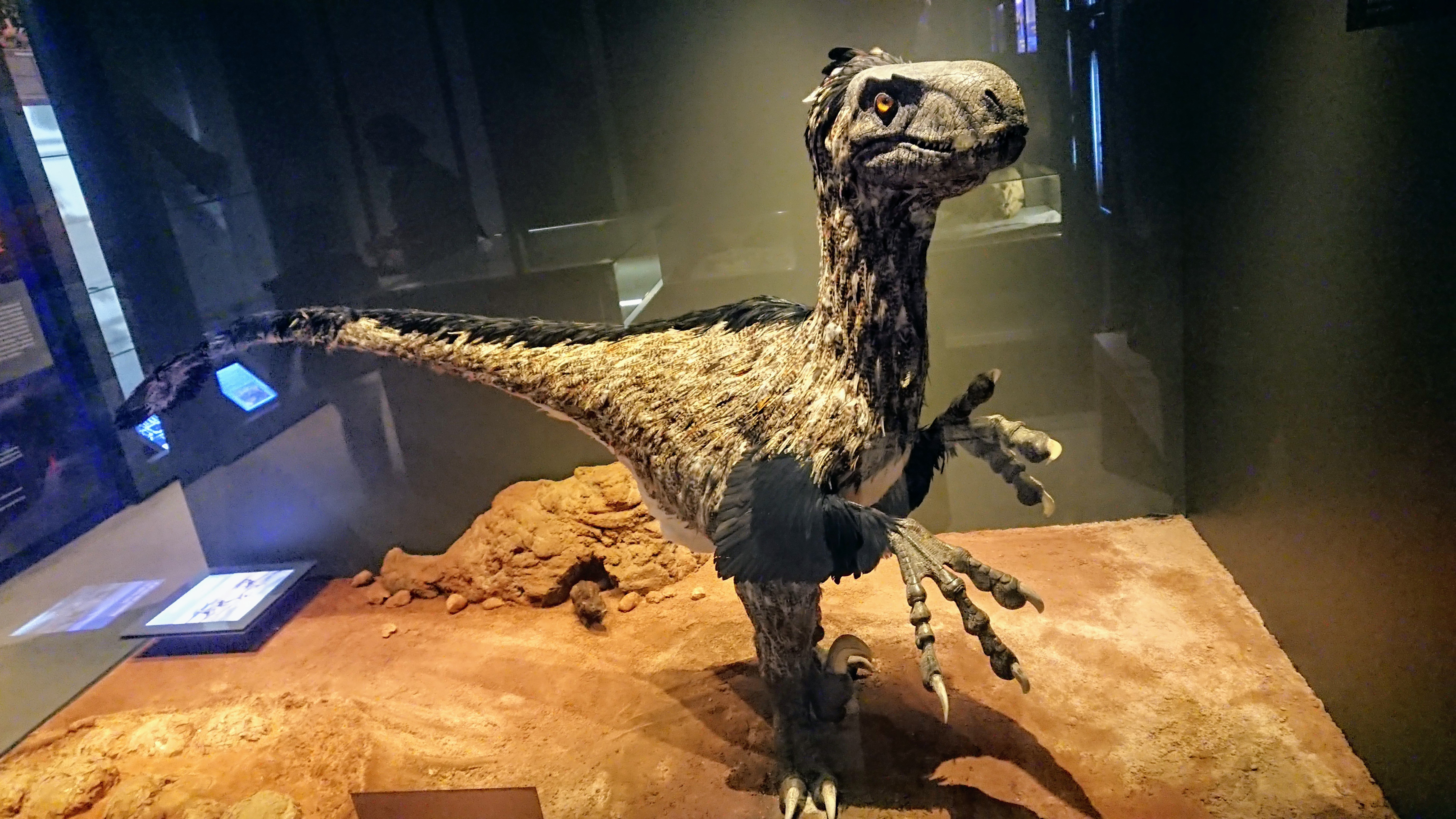
Restitution paléoartistique du dinosaure Variraptor mechinorum.
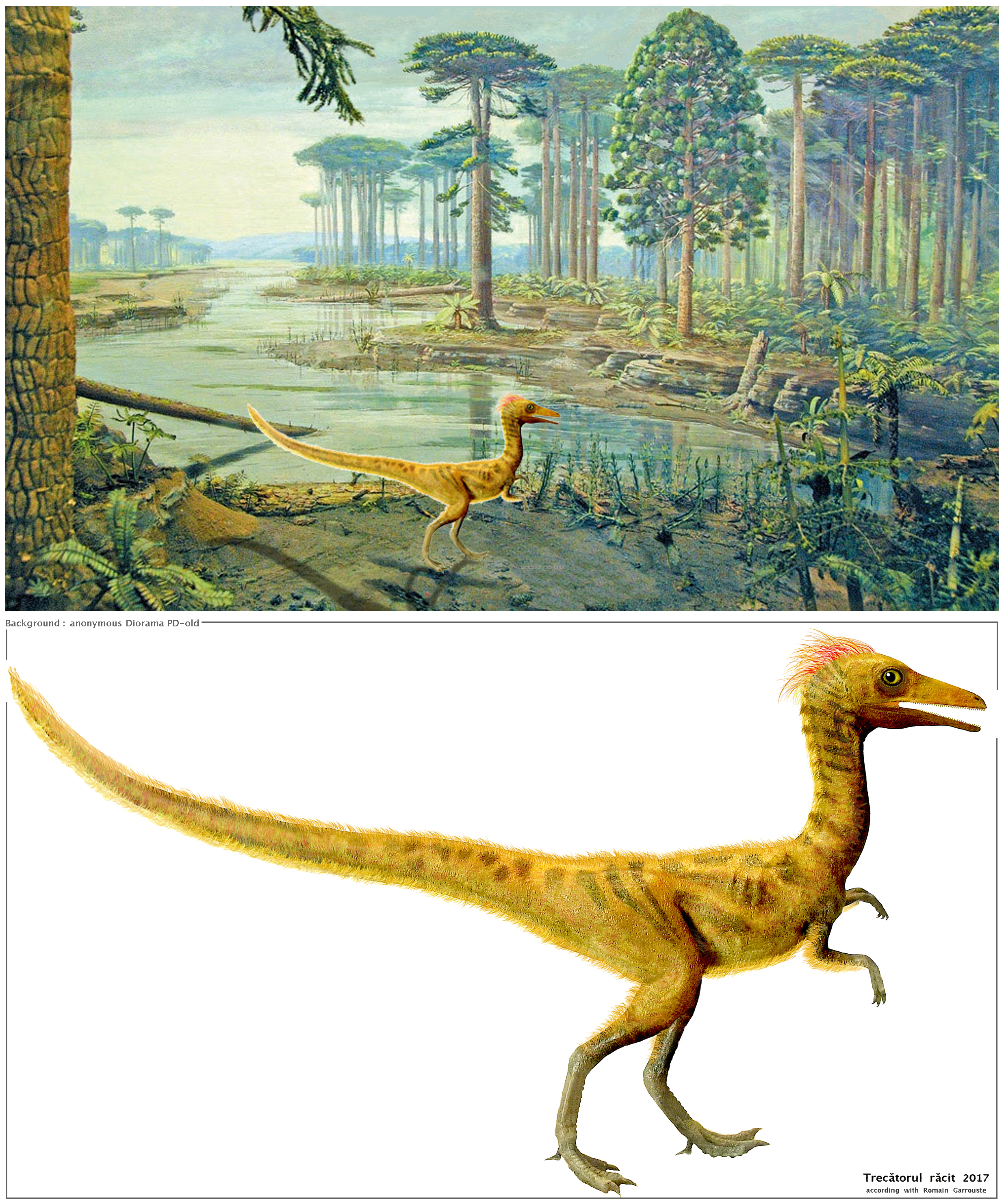
Restitution du Compsognathus longipes du Lagerstätte de Canjuers.
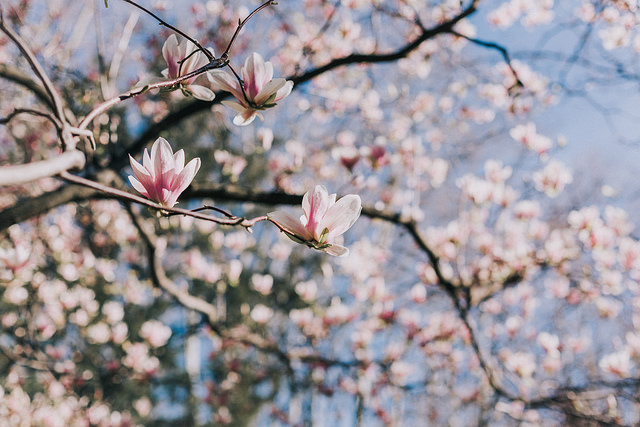
Magnolia en fleur au jardin du Las, photo Kevin Pinon.
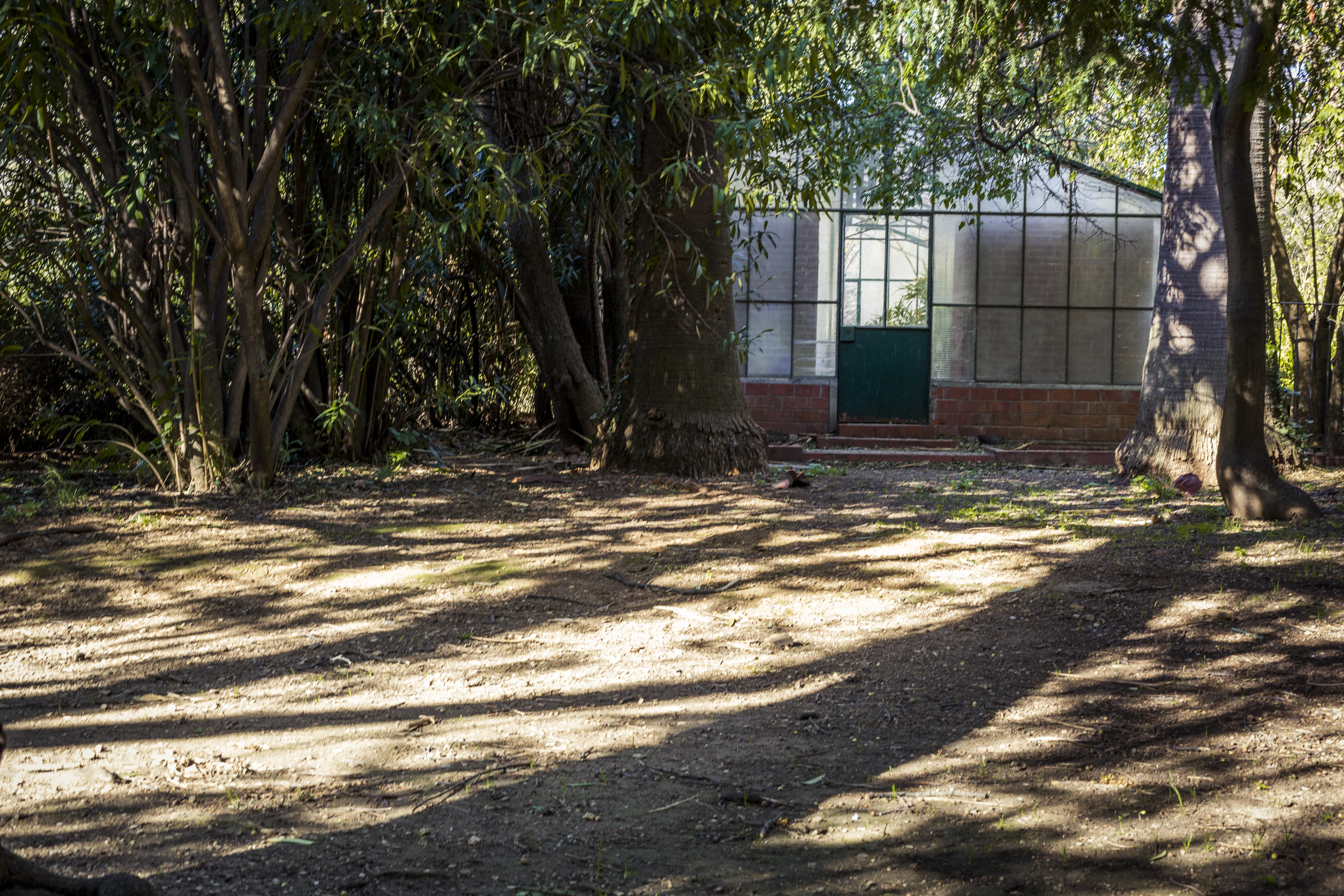
Serre du jardin du Las, photo Kevin Pinon.
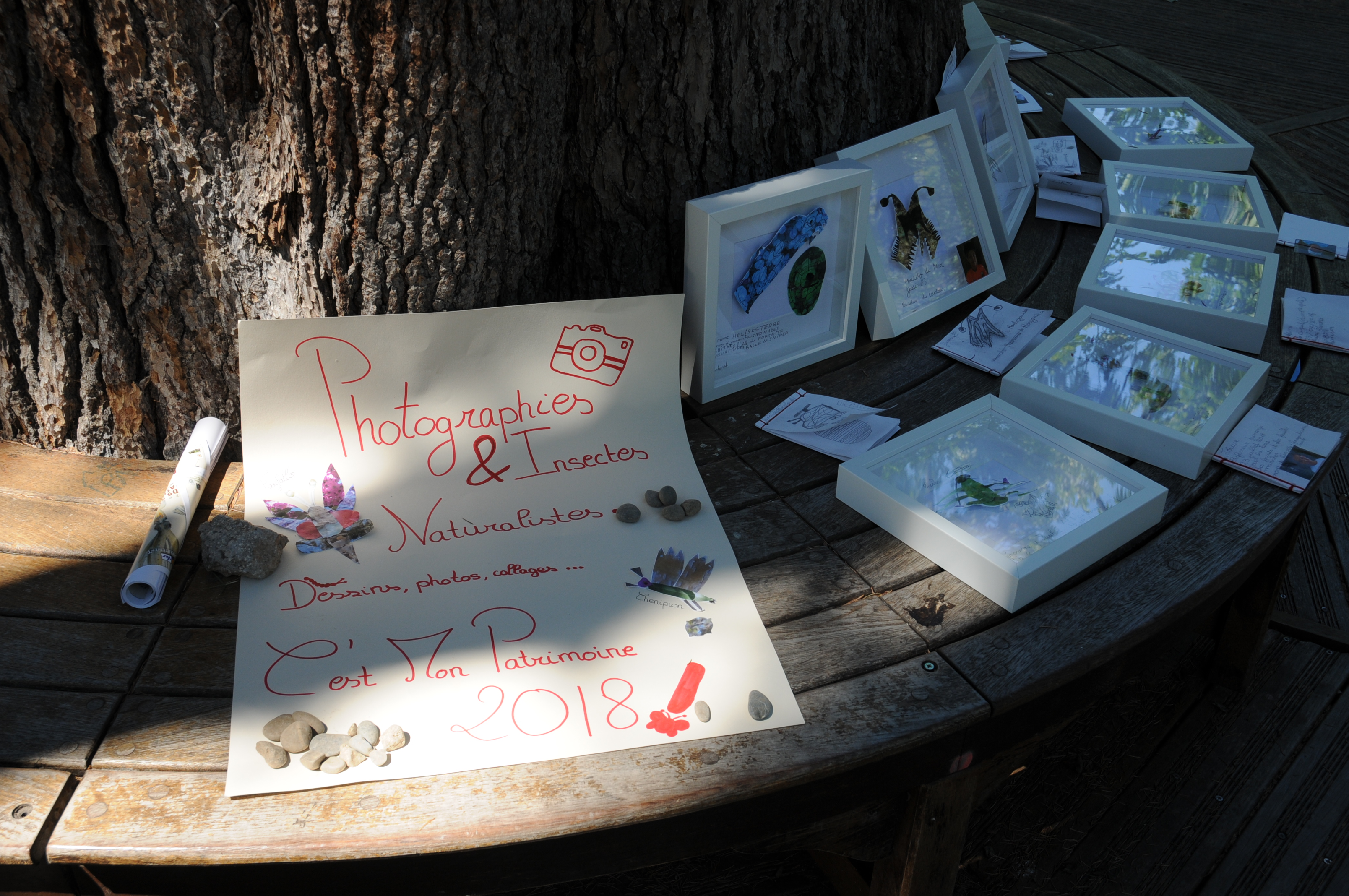
Médiation naturaliste au jardin du Las.

## Fréquentation
| 2001   | 2002   | 2003   | 2004   | 2005   | 2006   | 2007   | 2008   | 2009   | 2010  | 2011   | 2012   | 2013   | 2014   | 2015   | 2016   |
| ------ | ------ | ------ | ------ | ------ | ------ | ------ | ------ | ------ | ----- | ------ | ------ | ------ | ------ | ------ | ------ |
| 19 364 | 20 368 | 42 774 | 23 104 | 29 645 | 29 159 | 43 666 | 20 657 | 40 794 | 5 755 | 44 159 | 91 244 | 77 454 | 67 108 | 43 744 | 43 400 |